# Untere Fulder Gasse 20 (Alsfeld)

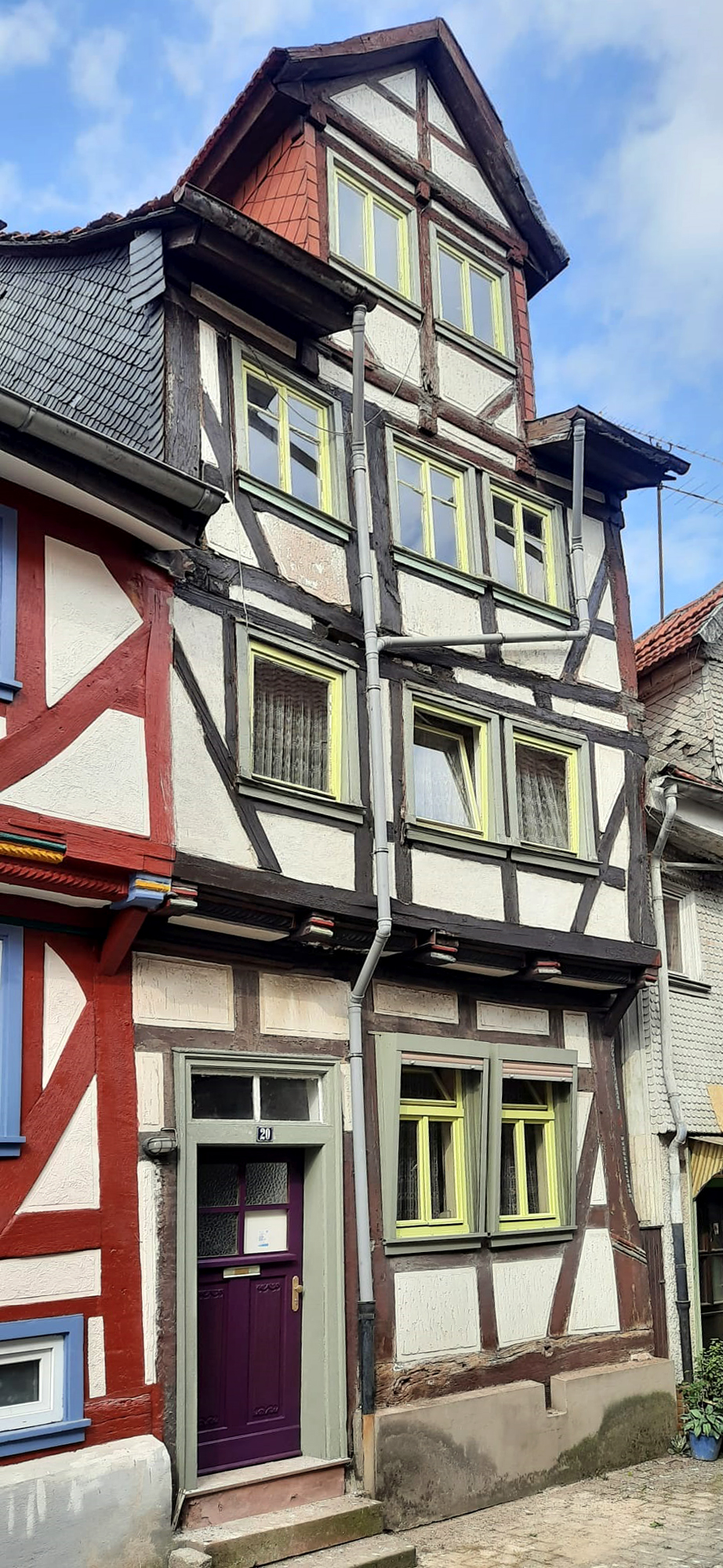
Ansicht des Fachwerkhauses (2021)

Das Wohnhaus Untere Fulder Gasse 20 (auch „Dallmann-Haus“) in Alsfeld im Vogelsbergkreis in Hessen ist ein geschütztes Kulturdenkmal.

## Geschichte
Das Haus wurde von der Familie des Bierbrauers Kurz bewohnt, der in der Brauerei Alsfeld tätig war. Im Zusammenhang möglicher neuer Berlinblockaden erwarb es eine West-Berliner Familie, die es als Ferienhaus nutzte und 1977 umfassend sanieren ließ. Anschließend gelangte es in den Besitz des Landes Berlin, welches es im Jahr 2021 in Privathand veräußerte.

## Beschreibung

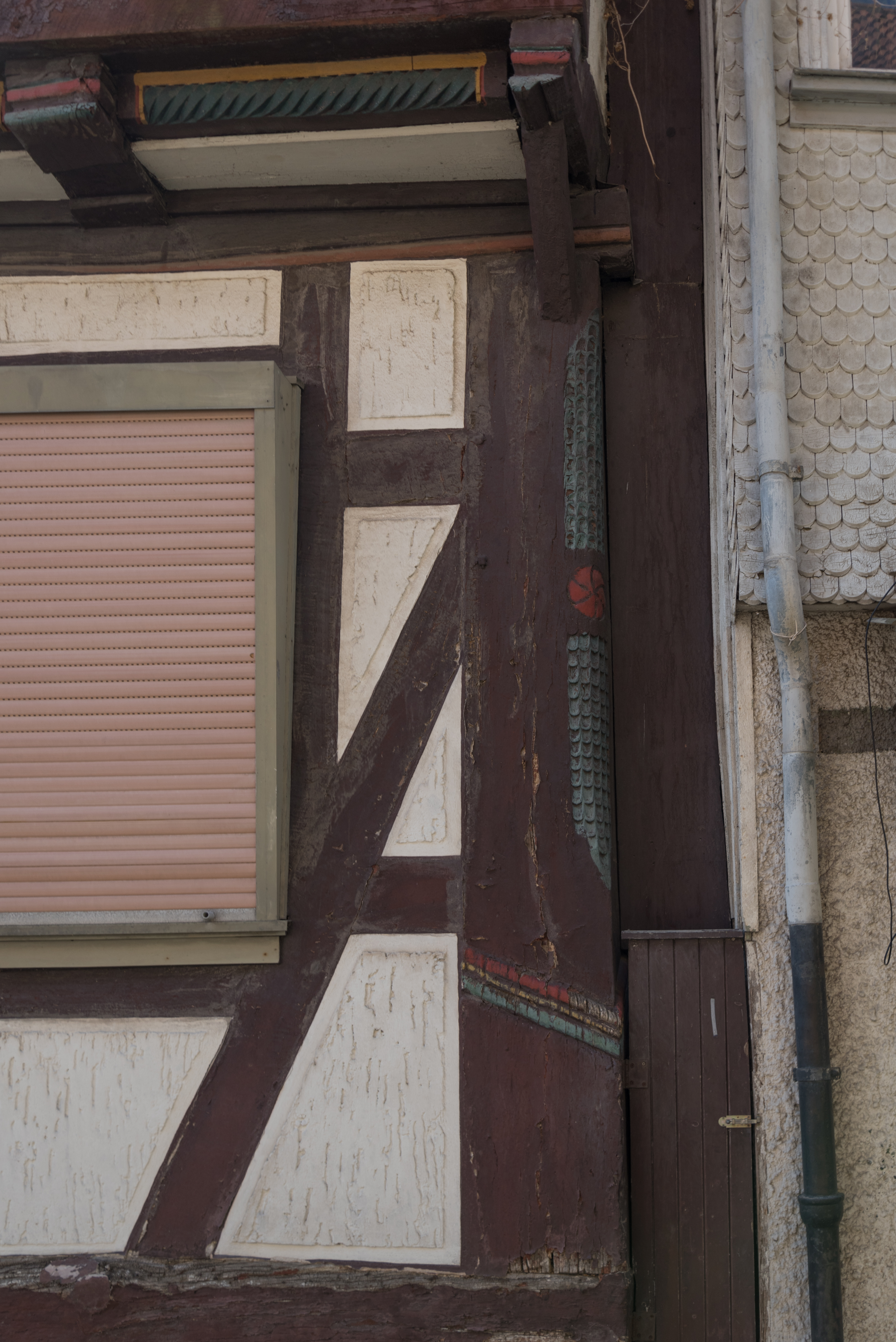
Hausecke mit Zierwerk (2016)

Es handelt sich um ein dreigeschossiges Traufenhaus mit Zwerchgiebel, die unteren Geschosse wurden im 17. Jahrhundert errichtet. Das Erdgeschoss verfügt über hohe Decken, Zierwerk an einem Eckständer und an den Schwellern, der erste Stock hat einen deutlichen Geschossvorsprung. Im 19. Jahrhundert wurde das Gebäude auf den ehemaligen rückwärtigen Garten erweitert und um ein 2. Geschoss und ein ausgebautes Dachgeschoss aufgestockt.